# Mustanjuurakonsaari
Mustanjuurakonsaari är en ö i Finland. Den ligger i sjön Tuolpajärvi och i kommunen Enontekis i den ekonomiska regionen  Fjäll-Lappland  och landskapet Lappland, i den norra delen av landet, 900 km norr om huvudstaden Helsingfors. Öns area är omkring 460 kvadratmeter och dess största längd är 50 meter i sydväst-nordöstlig riktning.